# Ligne de tramway 54 (Anvers)
La ligne 54 est une ancienne ligne du tramway vicinal d'Anvers de la Société nationale des chemins de fer vicinaux (SNCV) qui reliait Anvers à Rumst.

## Histoire
31 décembre 1953 : suppression de la section Aartselaar - Rumst Dépôt (via Reet) et du service 54.